# Đại Thành, Hiệp Hòa
Đại Thành là một xã cũ thuộc huyện Hiệp Hòa, tỉnh Bắc Giang, Việt Nam.

## Địa lý
Xã Đại Thành có tổng diện tích khoảng 3 km², dân số năm 2023 là 4.947 người, mật độ dân số đạt 1.649 người/km².

## Hành chính
Xã Đại Thành được chia thành 4 thôn: Hà Nội, Bảo Mản, Đại Mão, Đại Tân.

## Lịch sử
Ngày 11 tháng 7 năm 2019, HĐND tỉnh Bắc Giang ban hành Nghị quyết số 19/NQ-HĐND về việc thành lập thôn Bảo Tân trên cơ sở thôn Bảo Mản và thôn Đại Tân.
Ngày 28 tháng 9 năm 2024, Ủy ban Thường vụ Quốc hội ban hành Nghị quyết số 1191/NQ-UBTVQH15 về việc sắp xếp đơn vị hành chính cấp huyện, cấp xã của tỉnh Bắc Giang giai đoạn 2023 – 2025 (nghị quyết có hiệu lực từ ngày 1 tháng 1 năm 2025). Theo đó, thành lập xã Sơn Thịnh trên cơ sở toàn bộ 3,00 km² diện tích tự nhiên và quy mô dân số là 4.947 người của xã Đại Thành.